# Craig Morton
Larry Craig Morton (Flint, 5 febbraio 1943) è un ex giocatore di football americano statunitense che ha giocato nel ruolo di quarterback  nella National Football League (NFL) per Dallas Cowboys, New York Giants e Denver Broncos. Fu scelto come quinto assoluto nel Draft NFL 1965 dai Cowboys. Al college giocò a football coi California Golden Bears.

## Carriera professionistica

### Dallas Cowboys
Morton fu scelto come quinto assoluto del Draft 1965 dai Dallas Cowboys. Trascorse le sue prime quattro stagioni come riserva di Don Meredith, ma ebbe comunque alcune possibilità di scendere in campo a causa degli infortuni subiti da Meredith. Nel 1969 divenne il quarterback titolare dopo il sorprendente ritiro di Meredith. Nel 1970 Morton guidò i Cowboys fino al Super Bowl V, perso in una gara equilibrata contro i Baltimore Colts. Venne a crearsi una delle maggior controversie sui quarterback della storia quando nel 1971 Tom Landry alternò come titolari Morton e Roger Staubach, raggiungendo il suo culmine contro i Chicago Bears, in cui i due si alternarono ad ogni giocata. Dopo questa famosa partita, Landry puntò su Staubache i Cowboys vinsero dieci gare consecutive, incluso il Super Bowl VI.
Morton giocò la maggior parte della stagione 1972 a causa di un infortunio alla spalla di Staubach, ma quest'ultimo lo sostituì nella gara di playoff contro i San Francisco 49ers. Staubach entrò in una situazione di partita disperata e lanciò due passaggi da touchdown negli ultimi 90 secondi di gara, portando Dallas alla vittoria 30-28, di fatto ponendo termine all'epoca di Morton come titolare della squadra.
Dopo aver ripetutamente cercato di essere scambiato, Morton firmò un contratto con gli Houston Texans della WFL ma non vi giocò mai poiché fu scambiato coi New York Giants dopo sei gare della stagione 1974, in cambio della scelta del primo giro del Draft NFL 1975, utilizzata per scegliere Randy White.

### New York Giants
Dopo aver acquisito Morton, i New York Giants scambiarono il loro quarterback titolare Norm Snead coi San Francisco 49ers. Nel suo periodo coi Giants, Craig faticò ed ebbe un difficile rapporto coi tifosi e i media.
Morton fu scambiato coi Denver Broncos nel 1977 per il quarterback Steve Ramsey e una scelta del quarto giro.

### Denver Broncos
All'età di 34 anni Morton rivitalizzò la sua carriera con i Denver Broncos, terminando secondo nella AFC per yard passate e diventando il primo quarterback della storia a partite come titolare al Super Bowl per due diverse franchigie (Dallas nel Super Bowl V e Denver nel Super Bowl XII), un'impresa eguagliata in seguito solo da Kurt Warner e Peyton Manning. Dopo la stagione 1977 Morton vinse l'NFL Comeback Player of the Year Award.
La miglior stagione a livello statistico di Morton fu la sua 17ª (1981), quando passò 3 195 yard e 21 touchdown, con un passer rating di 90,5 e stabilendo diversi primati, tra cui, per breve tempo, quello per il maggior numero di passaggi completati consecutivamente.
Morton indossò il numero 7 con i Broncos e si ritirò poco prima dell'arrivo di John Elway nel 1983, che prese lo stesso numero di maglia, in seguito ritirato in onore a Elway stesso.

## Palmarès

### Franchigia
- Super Bowl : 1

Dallas Cowboys: Super Bowl VI
- National Football Conference Championship: 2

Dallas Cowboys: 1970, 1971
- American Football Conference Championship: 1

Denver Broncos: 1977

### Individuale
- NFL Comeback Player of the Year Award: 1

1977
- Denver Broncos Ring of Fame
- College Football Hall of Fame

## Statistiche
| Anno   | Squadra | Passaggi | Passaggi | Passaggi | Passaggi | Passaggi | Corse | Corse | Corse | Corse |
| Anno   | Squadra | Ten      | Comp     | Yard     | TD       | Int      | Ten   | Yard  | Media | TD    |
| ------ | ------- | -------- | -------- | -------- | -------- | -------- | ----- | ----- | ----- | ----- |
| 1965   | DAL     | 34       | 17       | 173      | 2        | 4        | 3     | -8    | -2,67 | 0     |
| 1966   | DAL     | 27       | 13       | 225      | 3        | 1        | 7     | 50    | 7,14  | 0     |
| 1967   | DAL     | 137      | 69       | 978      | 10       | 10       | 15    | 42    | 2,8   | 0     |
| 1968   | DAL     | 85       | 44       | 752      | 4        | 6        | 4     | 28    | 7     | 2     |
| 1969   | DAL     | 302      | 162      | 2 619    | 21       | 15       | 16    | 62    | 3,88  | 1     |
| 1970   | DAL     | 207      | 102      | 1 819    | 15       | 7        | 16    | 37    | 2,31  | 0     |
| 1971   | DAL     | 143      | 78       | 1 131    | 7        | 8        | 4     | 9     | 2,25  | 1     |
| 1972   | DAL     | 339      | 185      | 2 396    | 15       | 21       | 8     | 26    | 3,25  | 2     |
| 1973   | DAL     | 32       | 13       | 174      | 3        | 1        | 1     | 0     | 0     | 0     |
| 1974   | DAL     | 2        | 2        | 12       | 0        | 0        | 1     | 0     | 0     | 0     |
| 1974   | NYG     | 237      | 122      | 1 510    | 9        | 13       | 4     | 5     | 1,25  | 0     |
| 1975   | NYG     | 363      | 186      | 2 359    | 11       | 16       | 22    | 72    | 3,27  | 0     |
| 1976   | NYG     | 284      | 153      | 1 865    | 9        | 20       | 15    | 48    | 3,2   | 0     |
| 1977   | DEN     | 254      | 131      | 1 929    | 14       | 8        | 31    | 125   | 4,03  | 4     |
| 1978   | DEN     | 267      | 146      | 1 802    | 11       | 8        | 17    | 71    | 4,18  | 0     |
| 1979   | DEN     | 370      | 204      | 2 626    | 16       | 19       | 23    | 13    | 0,57  | 1     |
| 1980   | DEN     | 301      | 183      | 2 150    | 12       | 13       | 21    | 29    | 1,38  | 1     |
| 1981   | DEN     | 376      | 225      | 3 195    | 21       | 14       | 8     | 18    | 2,25  | 0     |
| 1982   | DEN     | 26       | 18       | 193      | 0        | 3        | 1     | 0     | 0     | 0     |
| Totale |         | 3 786    | 2 053    | 27 908   | 183      | 187      | 215   | 627   | 2,92  | 12    |